# Pondere Hamming
Ponderea Hamming a unui șir de simboluri este numărul de simboluri care sunt diferite de simbolul zero al alfabetului utilizat. 
Este echivalentă cu distanța Hamming față de șirul de aceeași lungime, format numai din simbolul zero. Pentru cazul cel mai uzual, un șir de biți, ponderea reprezintă numărul de 1 din șir.

## Exemple
| alfabet | șir         | pondere Hamming |
| 0,1     | 11101       | 4               |
| 0,1     | 11101000    | 4               |
| 0,1     | 00000000    | 0               |
| ' ',a-z | hello world | 10              |

## Istoric și utilizare
Ponderea Hamming este denumită după Richard Hamming. Este utilizată în mai multe disciplne, precum teoria informației, teoria codurilor și criptografie.